# VamCats
VamCats fou una empresa catalana vigatana especialitzada en la producció de vambes, llançada a la tardor del 2012 per Guillem Soldevila.
Va néixer el setembre del 2012 de manera fortuïta a partir del disseny d'un cartell publicitari on hi apareixia una vamba amb una estelada. Gràcies a l'èxit del cartell, el producte es va passar a produir al món real. Va dirigit principalment a la població catalana independentista. El 2014 van obrir una línia nova el llançament d'espardenyes customitzades per a colles castelleres.